# Montellà i Martinet
Molsosa este o localitate în Spania în comunitatea Catalonia în provincia Lleida și în comarca Cerdanya. În 2006 avea o populație de 538 locuitori.
1. 1 2   http://www.idescat.cat/pub/?id=aec&n=925&t=2016 Lipsește sau este vid: |title= (ajutor)